# Харинки (Смоленская область)
Харинки — деревня в Починковском районе Смоленской области России. Входит в состав Лосненского сельского поселения. По состоянию на 2007 год постоянного населения не имеет. 
Расположена в центральной части области в 18 км к северо-западу от Починка, в 6 км восточнее автодороги А141 Орёл — Витебск. В 4 км восточнее деревни расположена железнодорожная станция Панская на линии Смоленск — Рославль. 

## История
В годы Великой Отечественной войны деревня была оккупирована гитлеровскими войсками в июле 1941 года, освобождена в сентябре 1943 года.